# Quba (district)
Quba (ook geschreven als Guba) is een district in Azerbeidzjan.
Quba telt 157.600 inwoners (01-01-2012) op een oppervlakte van 2580 km²; de bevolkingsdichtheid is dus 61,1 inwoners per km².